# Bob Morley
Robert Alfred "Bob" Morley, född 20 december 1984 i Kyneton, är en australiensisk skådespelare och TV-regissör. Han är mest känd för sin roll som Bellamy Blake i The CWs TV-serie The 100.
Den 7 juni 2019 meddelade Morley att han och Eliza Taylor var gifta.

## Filmografi

### Filmer
| År   | Titel                  | Roll    | Noter |
| ---- | ---------------------- | ------- | ----- |
| 2008 | Scorched               | Brendan |       |
| 2010 | Road Train             | Craig   |       |
| 2013 | Blinder                | Nick    |       |
| 2014 | Lost in the White City | Avi     |       |

### TV-framträdanden
| År        | Titel            | Roll          | Noter                  |
| --------- | ---------------- | ------------- | ---------------------- |
| 2006-2008 | Home and Away    | Drew Curtis   | Huvudroll, 148 avsnitt |
| 2007      | It Takes Two     | Sig själv     | 7 avsnitt              |
| 2008      | The Strip        | Tony Moretti  | 13 avsnitt             |
| 2010      | Sea Patrol       | Sean          | 1 avsnitt              |
| 2011-2013 | Grannar          | Aidan Foster  | 50 Avsnitt             |
| 2014-     | The 100          | Bellamy Blake | Huvudroll, 45 avsnitt  |
| 2016      | Winners & Losers | Ethan Quinn   | 1 Avsnitt              |